# Ňuja
Ňuja (rusky Нюя, jakutsky Ньүүйэ) je řeka v Jakutské republice v Rusku. Je dlouhá 798 km. Plocha povodí měří 38 100 km².

## Průběh toku
Protéká Přilenskou planinou převážně rovnoběžně s Lenou. Na středním a dolním toku je velmi členitá. Ústí zleva do Leny.

### Přítoky
- zleva – Tympyčan, Chamaky, Ulachan-Murbajy, Oččuguj-Murbajy, Betinče

## Vodní režim
Zdrojem vody jsou převážně sněhové srážky. Nejvyšších vodních stavů dosahuje v květnu a červnu. Od července do října dochází k povodním, které jsou způsobené dešti. Průměrný roční průtok vody ve vzdálenosti 132 km od ústí činí 115 m³/s. Zamrzá ve druhé polovině října a rozmrzá v květnu.

## Využití
Řeka je splavná.